# Cap del Bosc de Mallolís
El Cap del Bosc de Mallolís és una muntanya de 1.959 metres que es troba al municipi de Farrera, a la comarca del Pallars Sobirà.